# Liste der Monuments historiques in Vavincourt
Die Liste der Monuments historiques in Vavincourt führt die Monuments historiques in der französischen Gemeinde Vavincourt auf.

## Liste der Objekte
| Bezeichnung                   | Beschreibung                         | Standort                       | Kennzeichnung | Schutzstatus | Datum | Bild |
| ----------------------------- | ------------------------------------ | ------------------------------ | ------------- | ------------ | ----- | ---- |
| Kelch                         | Silber, nach 1773                    | in der Kirche St-Martin (Lage) | PM55001218    | Classé       | 1996  |      |
| Epitaph der Familie d’Alençon | Kalkstein, Schiefer, 17. Jahrhundert | in der Kirche St-Martin (Lage) | PM55000892    | Classé       | 1981  |      |